# Idaea delibata
Idaea delibata är en fjärilsart som beskrevs av Louis Beethoven Prout 1926. Idaea delibata ingår i släktet Idaea och familjen mätare. Inga underarter finns listade i Catalogue of Life.